# Atentados terroristas en el sur de Israel de 2011
Los atentados terroristas en el sur de Israel de 2011 fueron una serie de atentados terroristas cometidos el 18 de agosto de 2011 en la frontera entre Egipto e Israel por militantes palestinos pertenecientes a los Comités de Resistencia Popular. En el curso de los ataques se abrió fuego contra dos autobuses, dos automóviles particulares y una patrulla militar.
Al menos ocho ciudadanos israelíes fueron asesinados.

## Los ataques
Los ataques se sucedieron en tres etapas coordinadas. La campaña de terror comenzó alrededor de las 12:00 p. m. (GMT +2), cuando unos doce terroristas en cuatro grupos armados con chalecos bomba, granadas, RPG y ametralladoras entraron a Israel desde el Sinaí, desplegándose a unos 200 metros uno del otro a lo largo de la carretera 12, cerca del manantial Ein Netafim, y comenzaron a abrir fuego contra los vehículos que pasaban.
En un primer ataque los terroristas dispararon contra un autobús civil número 392 de la empresa Egged, que se dirigía de Mitzpe Ramon hacia Eilat, hiriendo a veinticinco pasajeros. El conductor del autobús aceleró la unidad para huir de los agresores hasta llegar a un puesto de las Fuerzas de Defensa de Israel. Acto seguido, uno de los terroristas atacó otro autobús de pasajeros que pasaba sin pasajeros y detonó el cinturón de bombas que portaba, inmolándose a sí mismo y matando al conductor del autobús, acabando el vehículo totalmente incendiado. A continuación, uno de los terroristas disparó contra un automóvil que estaba pasando, asesinando a la conductora del vehículo. Posteriormente disparó un RPG contra un helicóptero de la FAI, pero falló. Un Jeep del ejército israelí de la Brigada Golani llegó al lugar y arrolló al agresor.
La tercera etapa de estos atentados consistió en el ataque a un automóvil particular que fue bombardeado con un misil antitanque, asesinando a sus cuatro ocupantes que murieron en el acto.
Un segundo Jeep de las FDI pasó por encima de una bomba caminera y los soldados pudieron salir, mientras los terroristas abrieron fuego contra ellos. El soldado israelí, sargento Moshe Naftali, de 22 años, resultó muerto. Los disparos provenían también desde Egipto. Los soldados israelíes respondieron al fuego, dando muerte a dos de los terroristas.
También intervinieron brigadas del Yamam -grupo de elite de contraterrorismo- y de la unidad de infantería Lotar Eilat, quienes eliminaron a los terroristas restantes. Tres de los terroristas fueron atrapados. En estos enfrentamientos resultó muerto el comandante Paskal Avrahami.
Tras el ataque, todos los caminos hacia y desde Eilat fueron sellados y las operaciones en el Aeropuerto de Ovda fueron suspendidas. Se establecieron controles de carretera en la entrada a la ciudad de Eilat. El Magen David Adom elevó su nivel de alerta y comenzó a preparar los equipos de paramédicos y equipos médicos. La policía de Eilat desplegó un gran número de fuerzas de seguridad y una sala de guerra policial fue iniciada en el Centro Médico Yoseftal. Siete de los 29 heridos que fueron trasladados al Centro Médico Yoseftal fueron trasladados al Hospital Soroca en Beersheba.

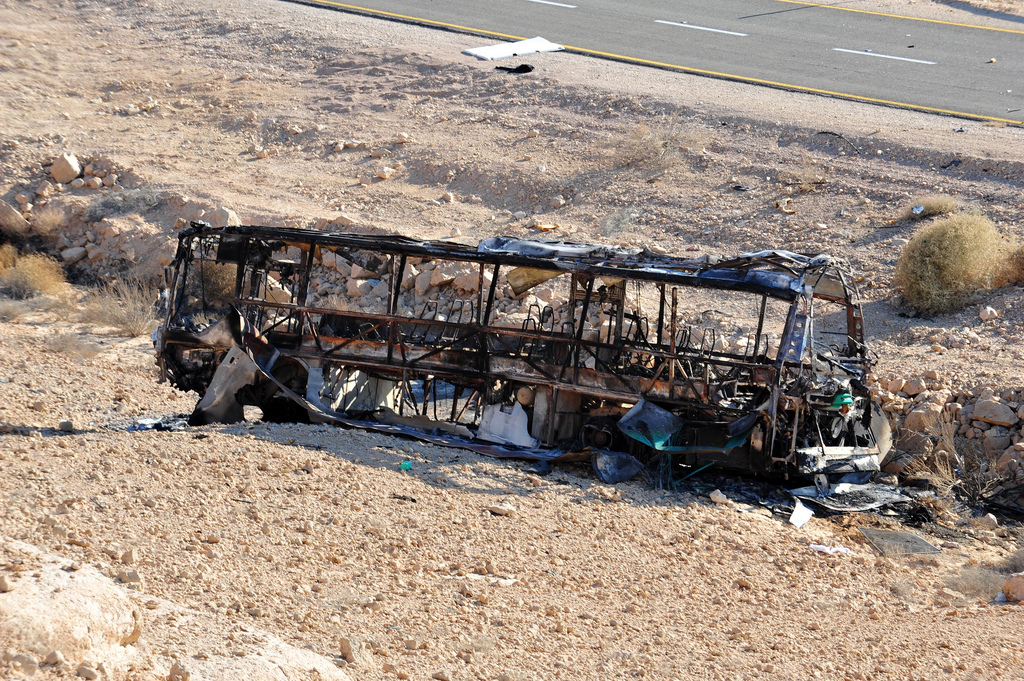
El vehículo particular en el que sus cuatro ocupantes, todos civiles, fueron asesinados por los terroristas.

## Enfrentamiento entre el ejército israelí y los terroristas
Las fuerzas israelíes comenzaron a perseguir a los autores poco después del atentado y bloquearon la zona. En una operación conjunta entre el ejército israelí y el Shin Bet, los soldados llegaron al lugar y encontraron a los terroristas a unos 20 kilómetros al norte de Eilat. 
Al llegar al lugar de los acontecimientos, las tropas de la Brigada Golani fueron atacadas en el momento de prestar ayuda a los civiles heridos tras el ataque del autobús. Un largo intercambio de fuego terminó con la muerte de siete de los terroristas y un soldado israelí. De acuerdo con Tal Russo, jefe del comando sur del ejército, dos de los autores fueron muertos a balazos en territorio israelí, mientras que un tercero se inmoló a sí mismo con explosivos atados a su cuerpo. Otros dos de los autores fueron eliminados por las fuerzas israelíes disparando contra el lado egipcio de la frontera, en tanto que el gobierno de Egipto informó de que las fuerzas egipcias mataron a otros dos de los terroristas que se encontraban en su territorio. Otros terroristas huyeron hacia el interior del Sinaí.
Horas después de que los militantes palestinos emboscaran el autobús israelí las fuerzas del ejército se enfrentaron con militantes dentro de Israel cerca de la frontera egipcio-israelí. Cinco soldados egipcios murieron como consecuencia de los disparos. Estas muertes provocaron una disputa diplomática entre los dos países.
A continuación de los acontecimientos, las fuerzas del ejército realizaron búsquedas a través de los alrededores de Eilat y la frontera entre Israel y Egipto, sospechando a que podría haber más militantes escondidos en la zona. Las fuerzas de seguridad israelíes han estimado que sería posible de que hasta 20 militantes se encontrasen en los alrededores, tanto en Israel como en el lado egipcio de la frontera.

### Víctimas mortales
- Yitzchak Sela, 56, conductor de autobús; de Beersheba[16][17]
- Yossef Levi, 57 de Holon[18]
- Flora Gez, 52, maestra de jardín de infantes; de Kfar Saba,[19] hermana de Shula Karlinski
- Moshe Gez, 53, de Kfar Saba,[19] esposo de Flora Gez
- Dov Karlinski, 58, de Kfar Saba,[19] esposo de Shula Karlinski
- Shula Karlinski, 54, maestra de jardín de infantes, de Kfar Saba,[19] hermana de Flora Gez
- Sargento Moshe Naftali, 22, de Ofra[20]
- Oficial Pascal Avrahami, 49, de Jerusalén[21]